# معركة جبل الشيخ الثانية
معركة جبل الشيخ الثانية، هي إحدى معارك القوات العراقية التي وقعت في 19 أكتوبر على الجبهة السورية أثناء حرب أكتوبر 1973.

## أحداث المعركة
في 19 أكتوبر 1973 وصلت إلى سوريا وحدات جبلية من الجيش العراقي ووضعت بإمرة القيادة السورية ثم جعلت بإمرة قيادة منطقة دمشق. وفي 12 أكتوبر 1973 كلف أحد الأفواج الجبلية العراقية باحتلال موضع دفاعي في قاطع الحدود السورية–اللبنانية ثم في الساعة 1900 صدر الأمر بتخصيص فوج جبلي آخر لتعزيز القوات الخاصة السورية.
وفي نفس اليوم بدأ العدو بالتركيز على القوات السورية في جبل الشيخ وانزل قوات خاصة بالهليوكوبتر ثم قدم رتلا أرضيا في منطقة العقبات كما قامت القوات السورية من جانبها بإنزال قوات خاصة في جبل الشيخ.
كلفت القوات الجبلية باحتلال منطقة عرتة–ريما بقصد التقدم نحو العقبات والاشتراك في عملية دفع العدو بالتعاون مع القوات السورية.
ولما أكملت الوحدات انفتاحها بالساعة 0430 من يوم 23 أكتوبر 1973 ركز العدو قوته النارية على القوات العراقية في الوقت الذي ظلت بقية الجبهة هادئة بسبب وقف إطلاق النار الذي أعلن عنه يوم 22 أكتوبر 1973.